# Sōtaisei Riron
I Sōtaisei Riron (相対性理論? lett. Teoria della relatività), sono un gruppo musicale pop rock giapponese nato a Tokyo nel 2006.

## Storia
I Sōtaisei Riron sono famosi per non aver mai rivelato molto circa la loro vita privata e per l'alto livello di privacy richiesto ai media, arrivando persino a vietare le foto durante i loro concerti. Il loro stile musicale è piuttosto eterogeneo e va dal classico j-pop al post rock, con diverse sonorità che richiamano anche la musica tradizionale orientale (un esempio possono essere le canzoni Tele-toe Vermont Kiss). Parte del successo della band è da attribuire sicuramente alla voce moe della cantante Etsuko Yakushimaru e ai testi particolari di alcune canzoni, che a volte riprendono e parodiano anime o concetti base della fantascienza.
Il mini album di debutto (di solo cinque tracce) Chiffonism, autoprodotto dalla band, ha vinto il premio "CD Shop Award" mentre Hi-Fi Anatomia ha raggiunto nel 2009 il settimo posto della classifica Oricon. Oltre alla band, Etsuko Yakushimaru si è dedicata anche a lavori da solista, dando ad esempio la propria voce per la sigla dell'anime Arakawa Under the Bridge (Venus to Jesus) e per la sigla di Yojōhan Shinwa Taikei.

## Formazione
- Etsuko Yakushimaru (やくしまるえつこ?, Yakushimaru Etsuko), voce
- Seiichi Nagai (永井聖?, Nagai Seiichi), chitarra
- Shuichi Manabe (真部脩?, Manabe Shuichi), basso
- Kensuke Nishiura (西浦謙助?, Nishiura Kensuke), batteria

## Discografia
- 08/05/2008 - Chiffonism (シフォン主義)
- 07/01/2009 - Hi-Fi Anatomia (ハイファイ新書)
- 07/04/2010 - Synchroniciteen (シンクロニシティーン)